# ایلان (شرکت دارویی)
ایلان (انگلیسی: Élan) یک شرکت بزرگ داروسازی بود که ایرلندی بود که بیشتر در بازار دارویی ایالات متحده آمریکا فعالیت داشت و سهامش در بورس نیویورک با نام ELN، در یورونکست به نام ELN.I و در بورس لندن با نام ELN.L ارائه می‌شد.
در سال ۲۰۱۳ این شرکت ایلان به مالکیت شرکت دارویی پریگو درآمد و با آن ادغام شد.